# لاک‌پشت جعبه‌ای معمولی
لاک‌پشت جعبه‌ای معمولی (نام علمی: Terrapene carolina) نام یک گونه از سرده لاک‌پشت لولادار است. این گونه باشد زیر گونه در ایالات متحده آمریکا و مکزیک یافت می‌شود. این گونه اغلب بر اثر برخورد با خودروها در جاده‌ها کشته می‌شوند که به خاطر این دلیل رز سیاهه قرمز گونه‌های در معرض خطر جزو حیوانات آسیب‌پذیر طبقه‌بندی شده است.